# Thelypteris mexiae
Thelypteris mexiae är en kärrbräkenväxtart som först beskrevs av Carl Frederik Albert Christensen och Edwin Bingham Copeland, och fick sitt nu gällande namn av Ren-Chang Ching. Thelypteris mexiae ingår i släktet Thelypteris och familjen Thelypteridaceae. Inga underarter finns listade.